# Koonga (commune)

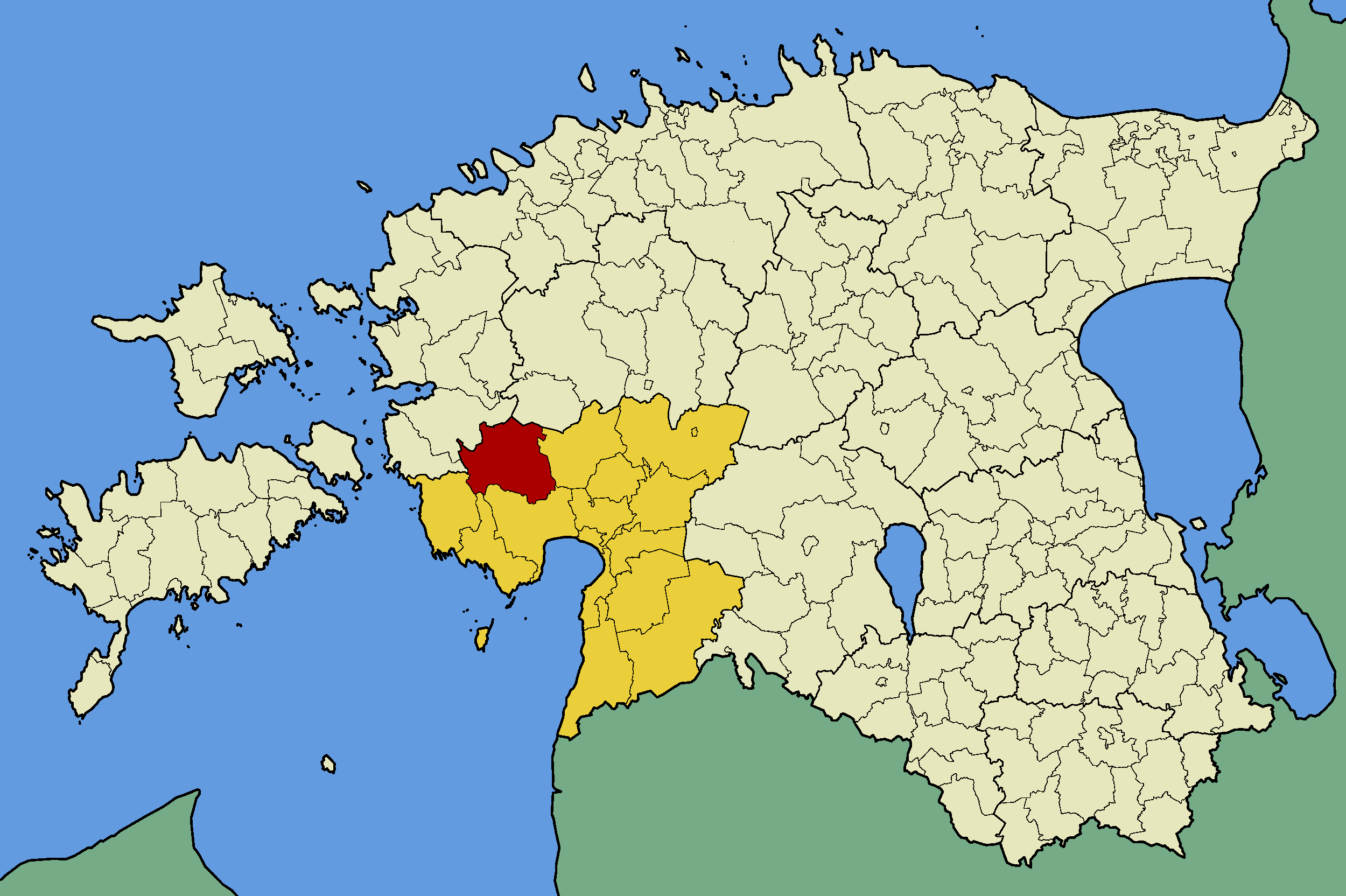
Ancienne commune de Koonga (en rouge) dans le comté de Pärnu (en jaune).

Koonga (en estonien : Koonga vald) est une ancienne municipalité rurale d'Estonie située dans le comté de Pärnu. En 2012, la population s'élevait à 1 044 habitants.
Elle s'étendait sur 438 km2 et regroupait les villages de Emmu, Hõbeda, Irta, Iska, Jänistvere, Järve, Joonuse, Kalli, Karinõmme, Karuba, Kibura, Kiisamaa, Kõima, Koonga, Kuhu, Kurese, Lõpe, Maikse, Mihkli, Naissoo, Nätsi, Nedrema, Õepa, Oidrema, Paimvere, Palatu, Parasmaa, Peantse, Piisu, Pikavere, Rabavere, Salevere, Sookatse, Tamme, Tarva, Tõitse, Ura, Urita, Vastaba, Veltsa, Võitra et Võrungi. 
En octobre 2017, elle est supprimée et fusionnée avec Hanila, Lihula et Varbla pour former la nouvelle commune de Lääneranna.